# Shargacucullia barthae
Shargacucullia barthae là một loài bướm đêm thuộc họ Noctuidae. Nó được tìm thấy ở Thổ Nhĩ Kỳ, Iraq, Iran và Cận Đông.
Con trưởng thành bay từ tháng 3 đến tháng 4. Có một lứa một năm.
Ấu trùng ăn các loài Scrophularia.